# Capsalidae
Famille
Les Capsalidae, sont une famille de monogènes Monopisthocotylea, qui comprend environ 200 espèces.
La monophylie des Capsalidae est soutenue par le caractère morphologique de possession de sclérites accessoires dans le hapteur (l'organe postérieur d'attachement des monogènes), et a été confirmée par phylogénie moléculaire.
Les Capsalidae sont parasites de plusieurs organes des poissons osseux et des élasmobranches, tels que la peau, les nageoires ou les branchies. Quelques espèces, telles que Neobenedenia spp. sont pathogènes chez les poissons, surtout en conditions d'aquaculture.

## Liste des genres
La liste des genres telles que reconnue par World Register of Marine Species (26 janvier 2021) est indiquée ci-dessous. Les analyses moléculaires récentes ont montré toutefois que certains genres qui ont été définis sur des caractères morphologiques ne sont pas monophylétiques.
Les genres Menziesia et Nitzschia ont leur équivalent dans la nomenclature botanique : Menziesia (plante à fleurs) et Nitzschia (diatomée).
- Allobenedenia Yamaguti, 1963
- Alloencotyllabe Khalil & Abdul-Salam, 1988
- Allomegalocotyla Yamaguti, 1963
- Allometabenedeniella Velasquez, 1982
- Ancyrocotyle Parona & Monticelli, 1903
- Benedenia Diesing, 1858
- Benedeniella Johnston, 1929
- Branchobdella Kearn, Whittington & Evans-Gowing, 2007
- Calicobenedenia Kritsky & Fennessy, 1999
- Capsala Bosc, 1811
- Capsaloides Price, 1936
- Dioncopseudobenedenia Yamaguti, 1965
- Encotyllabe Diesing, 1850
- Entobdella Blainville in Lamarck, 1818
- Interniloculus Suriano & Beverley-Burton, 1979
- Lagenivaginopseudobenedenia Yamaguti, 1966
- Listrocephalos Bullard, Payne & Braswell, 2004
- Macrophyllida Johnston, 1929
- Mediavagina Lawler & Hargis, 1968
- Megalobenedenia Egorova, 1994
- Megalocotyle Folda, 1928
- Menziesia Gibson, 1976
- Metabenedeniella Yamaguti, 1958
- Nasicola Yamaguti, 1968
- Neobenedenia Yamaguti, 1963
- Neobenedeniella Yamaguti, 1963
- Neoentobdella Kearn & Whittington, 2005
- Nitzschia Baer, 1826
- Oligoncobenedenia Yamaguti, 1965
- Pseudoallobenedenia Yamaguti, 1966
- Pseudobenedenia Johnston, 1931
- Pseudobenedeniella Timofeeva, Gaevskaja & Kovaliova, 1987
- Pseudobenedenoides Szidat, 1969
- Pseudoentobdella Yamaguti, 1963
- Pseudomegalocotyla Yamaguti, 1963
- Pseudonitzschia Yamaguti, 1968
- Sessilorbis Mamaev, 1970
- Sprostonia Bychowsky, 1957
- Sprostoniella Bychowsky & Nagibina, 1967
- Tetrasepta Suriano, 1975
- Trilobiodiscus Bychowsky & Nagibina, 1967
- Trimusculotrema Whittington & Barton, 1990
- Tristoma Cuvier, 1817 [7]
- Tristomella Guiart, 1938
- Trochopella Euzet & Trilles, 1962
- Trochopus Diesing, 1850